# Gobiobotia nicholsi
Gobiobotia nicholsi är en fiskart som beskrevs av Banarescu och Nalbant, 1966. Gobiobotia nicholsi ingår i släktet Gobiobotia och familjen karpfiskar. Inga underarter finns listade i Catalogue of Life.